# Enhydrocyon
Enhydrocyon — вымерший род псовых из вымершего семейства Hesperocyoninae, населявший Северную Америку в олигоцене и раннем миоцене, 30,8-20,4 млн лет назад, просуществовавший примерно 11 миллионов лет.
Строение зубов этих животных свидетельствует, что они были хищниками, чей рацион состоял из мяса от 50 до более чем 70 %. Они были относительно крупными хищниками мощного телосложения с короткой мордой и мощными челюстями. Их черепа по форме напоминали череп современного калана (Enhydra), что послужило основанием для научного названия. При предполагаемом весе около 10 килограммов это был самый ранний род псовых, приспособленный к роли специализированных хищников.